# Стад Тунізьєн
«Стад Тунізьєн» (араб. النادي الرياضي الصفاقسي, фр. Club Sportif Sfaxien)  — туніський футбольний клуб з міста Туніс. Домашні матчі проводить на стадіоні «Шадлі Зуйтен» в столиці, який вміщує 18 000 глядачів.

## Досягнення
- Чемпіон Тунісу — 4 (1957, 1961, 1962, 1965)
- Володар Кубка Тунісу — 6 (1956, 1958, 1960, 1962, 1966, 2003)
- Володар Кубка туніської ліги — 2 (2000, 2002)
- Володар Арабського кубка володарів кубків — 2 (1989/90, 2001/02)